# František Antonín z Ulfeldtu
František Antonín z Ulfeldtu (německy Franz Anton Graf Ulfeldt, 12. července 1711, Barcelona – 7. ledna 1743, nebo 1741, České Budějovice) byl rakouský důstojník z hraběcího rodu Ulfeldtů.

## Život
Narodil se jako syn Lea z Ulfeldtu a Anny Marie, rozené Sinzendorfové. Měl bratra Corfitze Antonína z Ulfeldtu.
František Antonín se stal císařským komorníkem a v roce 1736 členem tajné rady. Vedle toho postupoval ve vojenských hodnostech: v roce 1740 je zmiňován jako vrchní vachmistr v jednotkách svého bratra na cestě do Konstantinopole, který byl rakouským velvyslancem v Osmanské říši.
František Antonín se zúčastnil válek o rakouské dědictví a během tažení proti Bavorům do jižních Čech v listopadu 1741 zřejmě zemřel na infekci. Jiné zdroje uvádějí, že byl zabit v roce 1743. Je pohřben v městském dominikánském kostele Obětování Panny Marie v Českých Budějovicích.
František Antonín zřejmě nebyl ženatý. V každém případě jeho bratr Antonín Corfitz zemřel jako poslední mužský člen rodu Ulfeldtů.